# Occidryas alebarki
Occidryas alebarki är en fjärilsart som beskrevs av Ferris 1970. Occidryas alebarki ingår i släktet Occidryas och familjen praktfjärilar. Inga underarter finns listade i Catalogue of Life.